# 제45회 세자르상
제45회 세자르상은 2020년 2월 28일에 열린 시상식이다.

## 수상 및 후보

### 작품상
- 레미제라블 - 래드 리 외 2명 수상
- 라 벨 에포크 - 니콜라스 베도스
- 신의 은총으로 - 프랑소와 오종
- 더 스페셜즈 - 올리비에르 나카체 외 1명
- 언 오피서 앤드 어 스파이 - 로만 폴란스키
- 타오르는 여인의 초상 - 셀린 시아마
- 오 머시! - 아르노 데스플레생

### 감독상
- 언 오피서 앤드 어 스파이 - 로만 폴란스키 수상
- 라 벨 에포크 - 니콜라스 베도스
- 신의 은총으로 - 프랑소와 오종
- 더 스페셜즈 - 올리비에르 나카체 외 1명
- 레미제라블 - 래드 리
- 타오르는 여인의 초상 - 셀린 시아마
- 오 머시! - 아르노 데스플레생

### 남우주연상
- 오 머시! - 로쉬디 젬 수상
- 라 벨 에포크 - 다니엘 오떼유
- 레미제라블 - 다미엔 보나드
- 더 스페셜즈 - 뱅상 카셀
- 언 오피서 앤드 어 스파이 - 장 뒤자르댕
- 더 스페셜즈 - 레다 카텝
- 신의 은총으로 - 멜빌 푸포

### 여우주연상
- 앨리스와 시장님 - 아나이스 드무스티에 수상
- 프록시마 - 에바 그린
- 타오르는 여인의 초상 - 아델 에넬
- 마법에 빠졌어요 - 키아라 마스트로얀니
- 타오르는 여인의 초상 - 노에미 메를랑
- 라 벨 에포크 - 도리아 틸리에
- 스위트 송 - 카린 비아르

### 남우조연상
- 신의 은총으로 - 스완 아르라우드 수상
- 언 오피서 앤드 어 스파이 - 그레고리 가데부아
- 언 오피서 앤드 어 스파이 - 루이 가렐
- 러브 앳 - 벤자민 라베른헤
- 신의 은총으로 - 드니 메노셰

### 여우조연상
- 라 벨 에포크 - 화니 아르당 수상
- 신의 은총으로 - 조시앙 발라스코
- 온리 더 애니멀즈 - 로르 칼라미
- 오 머시! - 사라 포레스티에
- 더 스페셜즈 - 헬렌 벤상

### 신인남우상
- 레미제라블 - 알렉시스 마넨티 수상
- 인 더 네임 오브 더 랜드 - 앙토니 바종
- 더 스페셜즈 - 벤자민 르지어
- 스쿨 라이프 - 리암 피에론
- 레미제라블 - 제브릴 종가

### 신인여우상
- 파피차 - 리나 쿠드리 수상
- 타오르는 여인의 초상 - 루아나 바야미
- 더 대즐드 - 셀레스트 브룬켈
- 카밀 - 니나 뫼리스
- 애틀란틱스 - 마메 사네

### 각본상
- 라 벨 에포크 - 니콜라스 베도스 수상
- 신의 은총으로 - 프랑소와 오종
- 더 스페셜즈 - 올리비에르 나카체 외 1명
- 레미제라블 - 래드 리 외 2명
- 타오르는 여인의 초상 - 셀린 시아마

### 각색상
- 언 오피서 앤드 어 스파이 - 로만 폴란스키 외 1명 수상
- 어른의 부재 - 코스타 가브라스
- 내 몸이 사라졌다 - 제레미 클라핀 외 1명
- 오 머시! - 아르노 데스플레생 외 1명
- 온리 더 애니멀즈 - 도미니크 몰 외 1명

### 촬영상
- 타오르는 여인의 초상 - 클레어 마손 수상
- 레미제라블 - 줄리엔 포파드
- 언 오피서 앤드 어 스파이 - 파웰 에델만
- 오 머시! - 이리나 뤼브샹스키
- 라 벨 에포크 - 니콜라스 볼덕

### 의상상
- 언 오피서 앤드 어 스파이 - 파스칼린 샤반느 수상
- 라 벨 에포크 - 엠마뉴엘 유치노브스키
- 에드몬드 - 티에리 델레트
- 잔 다르크 - 알렉산드라 샤를
- 타오르는 여인의 초상 - 도로테 기로

### 음향상
- 울프 콜 - 니콜라스 칸틴 외 4명 수상
- 라 벨 에포크 - 쟝-폴 허리어 외 2명
- 언 오피서 앤드 어 스파이 - 시릴 홀츠 외 3명
- 레미제라블 - 아르노 라발릭스 외 2명
- 타오르는 여인의 초상 - 줄리앙 시카트 외 2명

### 편집상
- 레미제라블 - 플로라 볼펠리에르 수상
- 라 벨 에포크 - 아니 단체 외 1명
- 신의 은총으로 - 로르 가르데트
- 더 스페셜즈 - 도리언 리갈-안수스
- 언 오피서 앤드 어 스파이 - 에르베 드 루즈

### 음악상
- 내 몸이 사라졌다 - 댄 레비 수상
- 애틀란틱스 - 파티마 알 카디리
- 언 오피서 앤드 어 스파이 - 알렉상드르 데스플라
- 레미제라블 - 마르코 카사노바 외 1명
- 오 머시! - 그레고리 헤젤

### 미술상
- 라 벨 에포크 - 스테판 로젠바움 수상
- 울프 콜 - 비노잇 바로우
- 에드몬드 - 프랭크 슈와즈
- 타오르는 여인의 초상 - 토마 그레조
- 언 오피서 앤드 어 스파이 - 진 라바세

### 단편영화상
- 바이 어 헤어 - 로리안 에스카프레 외 3명 수상
- 뷰티풀 루저 - 막심 로이
- 르 찬트 다메드 - 푸에드 만수르
- 블루 도그 - 파니 리에타르 외 1명
- 네프타 풋볼 클럽 - 이브 피아트

### 애니메이션상 - 단편
- 비닐봉지의 습격 - 가브리엘 하렐 외 1명 수상

### 애니메이션상 - 장편
- 내 몸이 사라졌다 - 제레미 클라핀 외 1명 수상

### 외국어영화상
- 기생충 - 봉준호 수상
- 페인 앤 글로리 - 페드로 알모도바르
- 영 아메드 - 장 피에르 다르덴 외 1명
- 조커 - 토드 필립스
- 롤라 - 로랑 미켈리
- 원스 어폰 어 타임... 인 할리우드 - 쿠엔틴 타란티노
- 배신자 - 마르코 벨로치오

### 데뷔작품상
- 파피차 - 모니아 메두르 외 3명 수상
- 애틀란틱스 - 마티 디옵
- 인 더 네임 오브 더 랜드 - 에두아르 버죤
- 울프 콜 - 안토닌 보드리
- 레미제라블 - 래드 리

### 다큐멘터리상
- M - 욜랑드 조베르만 외 3명 수상
- 68, 몬 페르 앤 레 클러스 - 사무엘 비갸오이
- 꿈의 안데스 - 파트리시오 구스만
- 루르드 - 티에리 데마이지에르 외 1명
- 원더 보이, 올리버 루스팅, 네 수 엑스 - 애니사 본네폰트

### 관객상
- 레미제라블 - 래드 리 외 2명 수상
- 케스 쿠옹 아 앙코르 페 오 봉 지유? - 필립 드 쇼브홍
- 누 피니롱 앙상블 - 기욤 까네
- 더 스페셜즈 - 올리비에르 나카체 외 1명
- 인 더 네임 오브 더 랜드 - 에두아르 버죤

### 애니메이션상
- 멋진 케이크! - 에마 데 스와프 외 1명
- 나, 담배 사러 나가 - 오스만 세르폰
- 소울의 역사 - 쟝-찰스 엠보띠 마로로
- 더 베어스 페이머스 인베이전 온 시칠리아 - 로렌조 마토티
- 카불의 제비 - 자부 브레트만 외 1명
- 비닐봉지의 습격 - 가브리엘 하렐 외 2명
- 내 몸이 사라졌다 - 제레미 클라핀 외 1명

## 같이 보기
- 제32회 유럽 영화상
- 제92회 아카데미상
- 제73회 영국 아카데미 영화상